# Athetis erigida
Athetis erigida är en fjärilsart som beskrevs av Swinhoe 1890. Athetis erigida ingår i släktet Athetis och familjen nattflyn. Inga underarter finns listade i Catalogue of Life.